# Trzy razy Ana
Trzy razy Ana (hiszp. Tres veces Ana) – meksykańska telenowela z 2016 roku. Historia trzech sióstr, które zostały rozdzielone w wyniku wypadku samochodowego; Ana Lucía zaginęła, Ana Laura straciła nogę, natomiast Anie Leticíi nic się nie stało.

## Wersja polska
W Polsce serial emitowała stacja TV4 od 2 stycznia do 30 czerwca 2017. Odcinki były również dostępne na platformie Ipla. Lektorem serialu był Paweł Straszewski.
W Polsce serial miał niską oglądalność. Pierwszy odcinek obejrzało ok. 400 tys. osób. Z odcinka na odcinek oglądalność spadała. Najniższą oglądalność wskazał odcinek 92. obejrzało go 75,6 tys. osób. W ostatnich tygodniach emisji serialu oglądalność wynosiła 142 tys. widzów. Ostatni odcinek obejrzało 146,86 tys. osób.

## Obsada
- Angelique Boyer jako Ana Lucía Hernández / Ana Leticia Álvarez del Castillo Rivadeneira / Ana Laura Álvarez del Castillo Rivadeneira[11]
- Sebastián Rulli jako Santiago García / Marcelo Salvaterra
- David Zepeda jako Ramiro Fuentes[12]
- Susana Dosamantes[13] jako Ernestina Rivadeneira
- Blanca Guerra jako Soledad Hernández
- Pedro Moreno jako Iñaki Nájera
- Ramiro Fumazoni jako Mariano Álvarez del Castillo[14]
- Eric del Castillo[15] jako Evaristo Guerra
- Ana Bertha Espín[16] jako Remedios García
- Olivia Bucio jako Nerina Lazcano Vda. de Padilla
- Luz María Jerez jako Julieta de Escárcega
- Leticia Perdigón jako Doña Chana
- Nuria Bages jako Leonor Muñoz
- Laisha Wilkins jako Jennifer Corbalán
- Monika Sánchez jako Viridiana Betancourt
- Otto Sirgo jako Rodrigo Casasola
- Carlos de la Mota jako Valentín Padilla Lazcano
- Antonio Medellín jako Isidro Sánchez
- Roberto Ballesteros jako Tadeo Nájera
- Sachi Tamashiro jako Maribel Alfaro
- Alfredo Gatica jako Orlando Navarro
- Alan Slim jako Javier Nájera
- Alfonso Iturralde jako Bernardo
- Eddy Vilard jako Daniel Hinojosa
- Lucero Lander jako Miranda
- Arsenio Campos jako Sandro Escárcega
- Rolando Brito jako Edmundo Fuentes
- Fabián Pizzorno jako Facundo Salvaterra
- Raúl Magaña jako Ignacio Álvarez del Castillo
- Ricardo Barona jako Alfredo
- Jackie Sauza jako Lourdes Rivadeneira de Álvarez del Castillo
- Nataly Umaña jako Gina
- Vanessa Angers jako Valeria
- Maru Dueñas jako Cecilia
- Anahí Fraser jako Claudia
- Archie Lafranco jako Samuel

## Nagrody i nominacje

### Premios TVyNovelas 2017
| Kategoria                         | Osoba                                | Wynik     |
| --------------------------------- | ------------------------------------ | --------- |
| Najlepsza protagonistka           | Angelique Boyer                      | Wygrana   |
| Najlepszy protagonista            | Sebastián Rulli                      | Wygrana   |
| Najlepsza aktorka pierwszoplanowa | Blanca Guerra                        | Nominacja |
| Najlepszy aktor pierwszoplanowy   | Eric del Castillo                    | Nominacja |
| Najlepsza aktorka młodzieżowa     | Sachi Tamashiro                      | Nominacja |
| Najlepsza aktorka drugoplanowa    | Laisha Wilkins                       | Nominacja |
| Najlepszy aktor drugoplanowy      | Otto Sirgo                           | Nominado  |
| Najlepszy operator filmowy        | Manuel Barajas i Armando Zafra       | Nominacja |
| Najlepsza scenografia             | Claudio Reyes Rubio i Sergio Cataño  | Nominacja |
| Najlepszy motyw muzyczny          | Se puede amar (śpiewa Pablo Alborán) | Wygrana   |
| Najlepsza obsada                  | Angelli Nesma Medina                 | Nominacja |

Źródło: